# Matthew Rhys
Matthew Rhys Evans (Cardiff; 8 de noviembre de 1974), conocido profesionalmente como Matthew Rhys, es un actor británico. Es más conocido por su papel como Philippe Jennings en la serie The Americans.

## Biografía

### Primeros años
Rhys nació en la ciudad británica de Cardiff, Gales, hijo de Glyn Evans, director de escuela, y Helen Evans, profesora de niños especiales. Creció en Cardiff junto con su hermana mayor, Rachel Evans, quien ahora es una periodista de televisión para la BBC. Rhys fue educado en la Ysgol Gynradd Gymraeg Melin Gruffydd, y en la Ysgol Gyfun Gymraeg Glantaf. A los diecisiete años, después de interpretar el papel principal de Elvis Presley en un musical escolar, solicitó una aplicación y fue aceptado en la prestigiosa Royal Academy of Dramatic Art (RADA) en Londres. Poco después, en 1993, fue galardonado con la Beca Patricia Rothermere. Se conoce su amistad desde la infancia con Freddy Sternberg, quien ahora es un exfutbolista del Plymouth Argyle FC. Durante su tiempo en RADA, Rhys apareció en Back-Up, serie policial de la BBC sobre las unidades de apoyo operativo Vans Hooli, así como en Casa de América. Luego regresó a Cardiff para actuar en su propio idioma para la película Bydd yn Wrol (Sé valiente); por su trabajo en esta cinta ganó el premio a Mejor Actor en los BAFTA.

### Carrera
En enero de 1998, Rhys fue a Nueva Zelanda para ser el protagonista en Greenstone, una adaptación de teatro colonial para la televisión. Luego obtuvo el papel de Demetrio en la aclamada adaptación de Julie Taymor de Tito Andrónico, protagonizada por Anthony Hopkins y Jessica Lange. A continuación interpretó a Ray en la peculiar comedia de Pedro Hewitt ¿Qué le ocurrió a Harold Smith?. Después de regresar a Gales, participó en la película de Jonathan Pryce El testimonio de Taliesin Jones, una cinta sobre un soltero padre de familia disfuncional en la que interpretó al hijo mayor, y en la comedia de Sara Sugarman Very Annie Mary, en la que interpretó el papel de Nob. Rhys más tarde se reuniría con la estrella de Very Annie Mary Rachel Griffiths en Brothers & Sisters, serie que también estuvo protagonizada por la ganadora del Óscar Sally Field y la ex Ally McBeal Calista Flockhart.
En 2000, Rhys desempeñó el papel principal en Metrópolis, una serie dramática de Granada TV sobre la vida de seis veinteañeros que viven en Londres. A continuación protagonizó Peaches, adaptación cinematográfica de la obra célebre, escrita y dirigida por Nick Grosso. Rhys obtuvo un  gran éxito de crítica cuando hizo el papel de Benjamin en el estreno mundial de 2000 de la adaptación teatral de El graduado, junto a Kathleen Turner en el Teatro Gielgud en el West End de Londres.
Rhys viajó luego a España para protagonizar la aventura de capa y espada del siglo XVIII El Club del secuestro. En dicha cinta desempeñó el papel principal de Darren Daniels, y luego regresó a Nueva Zelanda para rodar el drama épico The Lost World, de la BBC. Sus otros créditos cinematográficos incluyen la película independiente de terror Deathwatch en Praga y Fakers, una cinta cómica acerca de la delincuencia. También apareció junto a Brittany Murphy en la película independiente Love and Other Disasters, en Virgin Territory, junto a Hayden Christensen, Tim Roth y Mischa Barton, y dio vida al poeta Dylan Thomas en la cinta The Edge of Love, junto a Keira Knightley, Sienna Miller y Cillian Murphy.
El 15 de julio de 2008, fue honrado por la Universidad de Aberystwyth como becario; mientras que el 8 de agosto de 2008 fue honrado en el Welsh National Eisteddfod al ser aceptado como miembro de la orden druídica del Gorsedd of the Bards, por su contribución a la lengua galesa y el País de Gales. Su nombre bardo en el Gorsedd es Matthew Tâf.
Trabajó en la serie Brothers & Sisters, interpretando al personaje de Kevin Walker, un abogado homosexual casado en la ficción con el personaje de Scotty Wandell.
Luego trabajó en The Americans junto con Keri Russell, su actual pareja y con quien tiene un hijo.
A partir de 2020 protagoniza la serie de la BBC Perry Mason, sobre el personaje literario del mismo nombre creado por el autor Erle Stanley Gardner.

## Vida personal
Rhys compartió vivienda por casi 10 años con el también actor galés Ioan Gruffudd, y fue el padrino de su boda con Alice Evans.
Mantiene una relación con su compañera de The Americans, Keri Russell desde 2014. Tuvieron su primer hijo, un varón, en 2016.
Es simpatizante del Plaid Cymru.

## Filmografía

### Cine
- El testimonio de Taliesin Jones
- Very Annie Mary
- Tito Andrónico
- ¿Qué le ocurrió a Harold Smith?
- En el límite del amor
- Patagonia
- Una buena receta
- The Post
- A Beautiful Day in the Neighborhood
- Mowgli: Legend of the Jungle
- The Report[9]

### Televisión
- Greenstone
- Metrópolis
- El Club del secuestro
- Brothers & Sisters
- The Americans
- Colombo (temporada 10, capítulo 14)
- Perry Mason
- The Owl House
- Extrapolations (Un futuro desafiante)
- Agatha Christie: Hacia cero